# Mia Bohman Bildt
Gunnel Maria Kristina Bohman Bildt, känd som Mia Bohman Bildt, född 23 november 1953 i Kungsholms församling i Stockholm, är en svensk skattejurist och kyrkopolitiker som var statsministerhustru 1991–1994.
Bohman är dotter till förre moderatledaren Gösta Bohman och riksdagsbibliotekarien Gunnel Bohman, född Mossberg, samt syster till företagsledaren Kajsa Lindståhl.
Hon utbildade sig först till flygledarassistent och därefter till jurist. Hon arbetade med företagsbeskattning på Riksskatteverkets rättsliga avdelning från 1995. Hon blev moderat kyrkopolitiker, förtroendevald för Moderaterna i Hedvig Eleonora församling på Östermalm i Stockholm 2009.
Mia Bohman Bildt var 1984–1997 gift med tidigare statsministern Carl Bildt och har med honom barnen Gunnel Bildt och Nils Bildt.